# Gopinath
Gopinath ist ein indischer Vor- und Familienname. Er ist einer der Namen Krishnas (sanskr.: Gopinatha).

## Bekannte Namensträger

### Vorname
- Gopinath Bordoloi (1890–1950), indischer Politiker
- Gopinath Kallianpur (1925–2015), indischer Statistiker
- Gopinath Munde (1949–2014), indischer Politiker

### Familienname
- Gita Gopinath (* 1971), indisch-amerikanische Ökonomin
- Suhas Gopinath (* 1986), indischer Jungunternehmer